# Nordre Land
Nordre Land ist eine Kommune im norwegischen Fylke Innlandet. Die Kommune hat 6544 Einwohner (Stand: 1. Januar 2025). Verwaltungssitz ist die Ortschaft Dokka, in dem die beiden Flüssen Etna und Dokka ineinander münden.

## Geografie

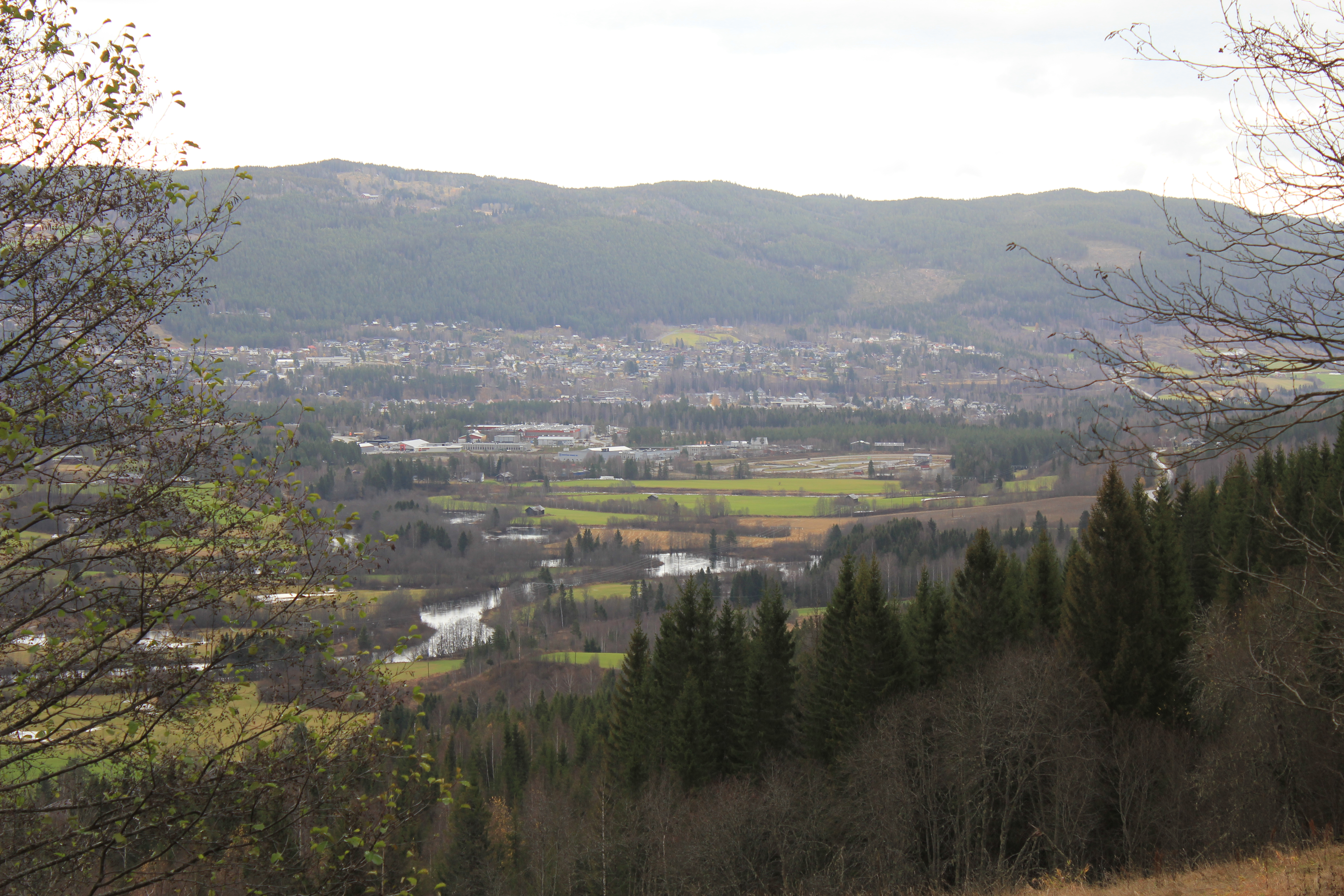
Blick auf die Ortschaft und den Fluss Dokka

Die Kommune Nordre Land grenzt im Norden an Gausdal, im Nordosten an Lillehammer, im Osten an Gjøvik, Südosten an Søndre Land, im Südwesten an Sør-Aurdal, im Westen an Etnedal sowie im Nordwesten an Nord-Aurdal. Aus dem Norden fließt die Dokka Richtung Süden durch die Kommune. Aus dem Westen fließt die Etna nach Osten. In der Ortschaft Dokka treffen die beiden Flüsse aufeinander und bilden die Dokka-Etna. Etwas südlich von Dokka, auf der Grenze zur Nachbarkommune Søndre Land, mündet der Fluss in den See Randsfjorden. Weitere Seen in der Kommune sind der Synnfjorden und das Rotvatnet. Die Gesamtfläche der Kommune beträgt 955,32 km², wobei Binnengewässer zusammen 34,83 km² ausmachen.
Der Synnfjell-Gipfel Spåtind im Nordwesten der Kommune auf der Grenze zu Etnedal stellt mit einer Höhe von 1414,55 moh. den höchsten Punkt der Kommune Nordre Land dar. Im Norden der Kommune befinden sich mehrere Moore.

## Einwohner
Die meisten Einwohner leben im Gebiet um die Ortschaft Dokka, wo die beiden Flüsse Dokka und Etna zusammenfließen. Die Zahl der Einwohner ist rückläufig. Dokka ist der einzige sogenannte Tettsted, also die einzige Ansiedlung, die für statistische Zwecke als eine städtische Siedlung gewertet wird. Zum 1. Januar 2024 lebten dort 2944 Einwohner.
Die Einwohner der Gemeinde werden Nordrelending genannt. Offizielle Schriftsprache ist wie in vielen Kommunen in Innlandet Bokmål, die weiter verbreitete der beiden norwegischen Sprachformen.
| Jahr          | 1986 | 1990 | 1995 | 2000 | 2005 | 2010 | 2015 | 2020 | 2025 |
| ------------- | ---- | ---- | ---- | ---- | ---- | ---- | ---- | ---- | ---- |
| Einwohnerzahl | 7019 | 7028 | 7032 | 6950 | 6847 | 6672 | 6740 | 6633 | 6544 |

## Geschichte

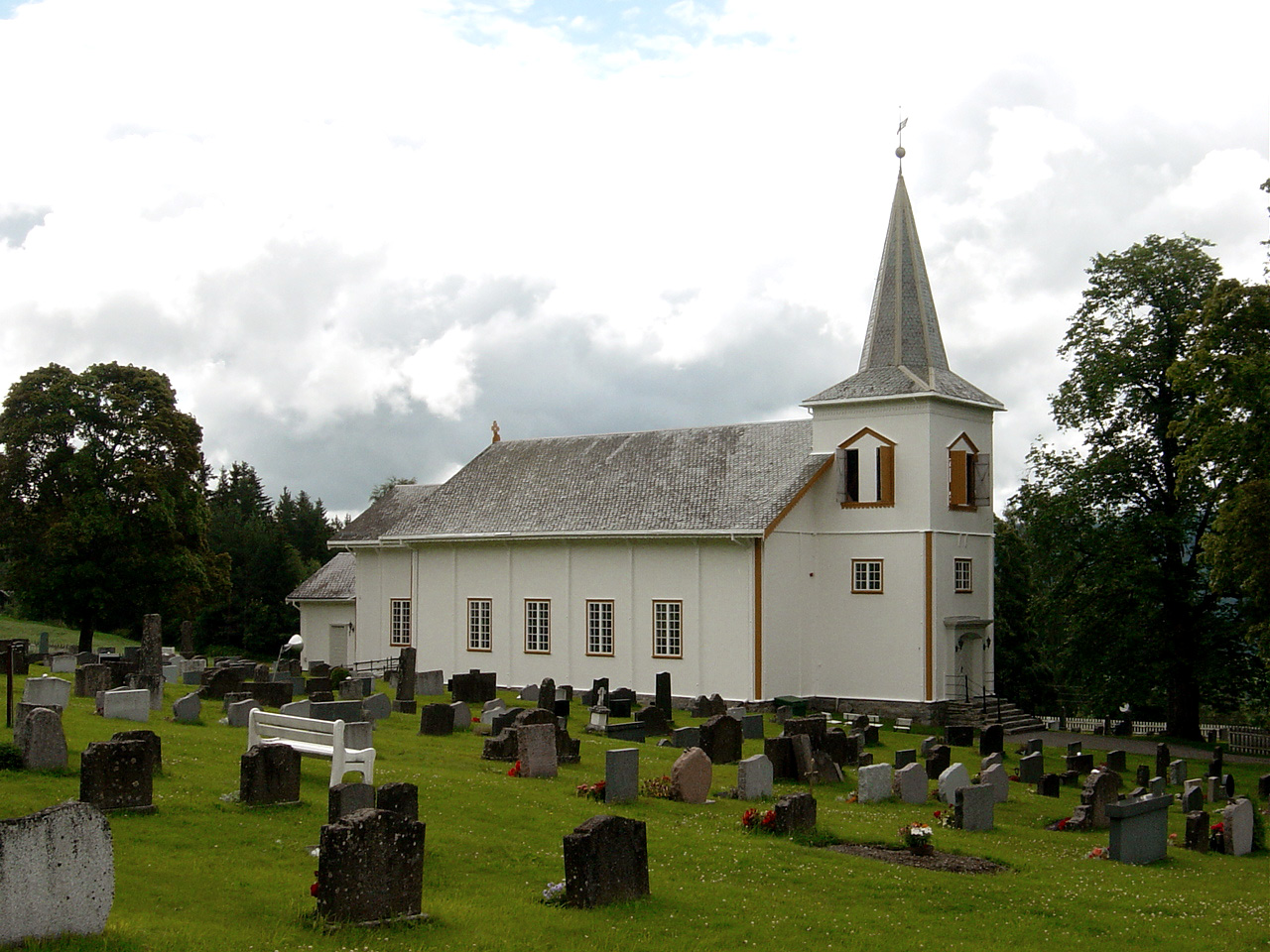
Østsinni kirke

Die Kommune Nordre Land entstand im Jahr 1847, als die Kommune Land in Nordre und Søndre Land aufgespalten wurde. Nordre Land hatte nach der Aufspaltung 4595 und Søndre Land 4604 Einwohner. Von Søndre Land ging im Jahr 1868 ein von 340 Personen bewohntes Gebiet an Nordre Land über. Zum 1. Januar 1914 wurde Torpa von Nordre Land abgespalten. Nordre Land verblieb mit 2570 Einwohnern, während die neue Kommune Torpa bei seiner Gründung 2219 Einwohner hatte. Am 1. Januar 1962 ging Torpa zurück an Nordre Land. Zugleich ging ein Gebiet mit 196 Einwohnern der Kommune Fluberg an Nordre Land über. Der Rest von Fluberg ging zu diesem Zeitpunkt in Søndre Land auf. Torpa brachte bei der Zusammenlegung 2620 Einwohner nach Nordre Land ein, das zuvor 3870 Einwohner hatte. Bis zum 31. Dezember 2019 gehörte Nordre Land dem damaligen Fylke Oppland an. Dieses ging im Zuge der Regionalreform in Norwegen in das zum 1. Januar 2020 neu geschaffene Fylke Innlandet über.
In Nordre Land liegen mehrere Kirchen. Die Nordsinni kirke ist eine Holzkirche aus dem Jahr 1758. Im Jahr 1769 wurde die Lunde kirke errichtet. Der Grundriss der Holzkirche ist kreuzförmig. Die Åmot kirke in Nord-Torpa ist eine Holzkirche aus dm Jahr 1823. Sie hat einen achteckigen Grundriss. Eine weitere Holzkirche in Nordre Land ist die Østsinni kirke. Die Kirche wurde 1877 fertiggestellt. Weitere Kirchen sind die Kinn kirke, die Vølstad kirke und die Haugner kirke.
Dokka verfügt über ein Freilichtmuseum mit rund 30 verschiedenen Gebäuden. Alte Felsritzungen finden sich am Møllerstufoss (Felsritzungen am Møllerstufossen) und an der Etna.

## Wirtschaft und Infrastruktur

### Verkehr
In der Ortschaft Dokka treffen Straßen aus allen Himmelsrichtungen aufeinander. Nach Südosten und Westen führt der Fylkesvei 33. Der Fylkesvei 33 stellt in den Westen die Anbindung an die Europastraße 16 (E16) her, die durch die westlichen Nachbarkommunen verläuft. Richtung Südosten führt der Fylkesvei 33 in die Stadt Gjøvik. In den Norden führt der Fylkesvei 250, in den Süden der Fylkesvei 245. Der Verkehr auf der Bahnstrecke Eina–Fagernes zwischen Dokka und Fagernes wurde im Jahr 1989 eingestellt.

### Wirtschaft

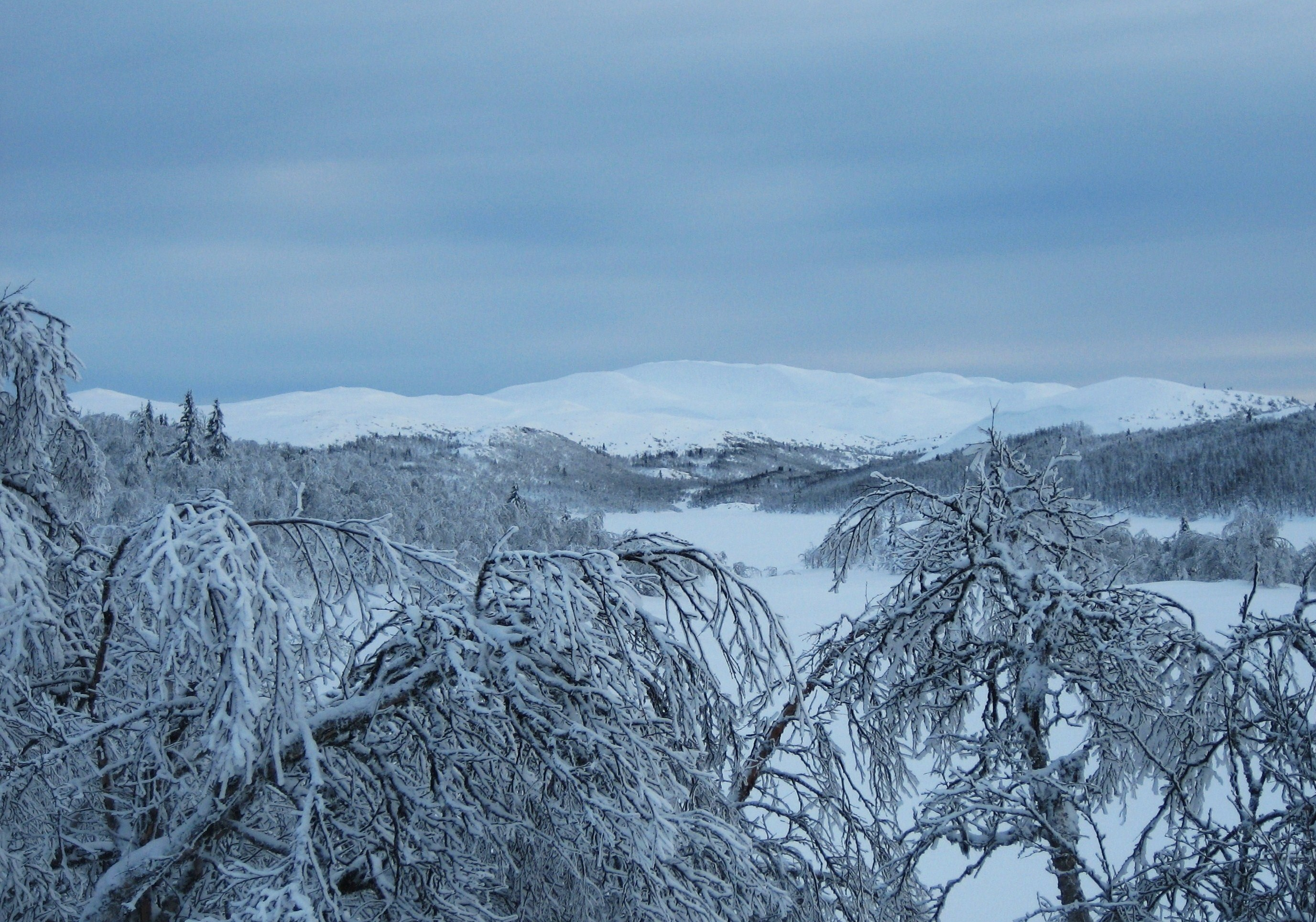
Blick auf den Synnfjell

Traditionell ist vor allem die Land- und Forstwirtschaft von Bedeutung für die Lokalwirtschaft. In der Landwirtschaft ist insbesondere die Tierhaltung verbreitet und viele landwirtschaftlich genutzte Flächen sind Grünland. Zu den meisten Höfen gehören auch Forsten. Für die Industrie ist insbesondere die Landwirtschaft eine bedeutende Grundlage. Das touristische Zentrum ist das Gebiet um den Berg Synnfjell. Das Wasserkraftwerk Torpa im Norden der Kommune hatte zwischen 1991 und 2020 eine mittlere Jahresproduktion von rund 420 GWh. Das Kraftwerk wurde 1989 in Betrieb genommen und nutzt eine Fallhöhe von zirka 470 Metern aus. Im Jahr 2021 arbeiteten von rund 3180 Arbeitstätigen etwa 2160 in Nordre Land selbst. Jeweils über 100 Personen pendelten in die Kommunen Gjøvik, Søndre Land und Lillehammer.

## Wappen
Das seit 1987 offizielle Wappen der Kommune zeigt zwei goldene Flößerhaken auf blauem Hintergrund. Das Wappen soll die Flößertradition abbilden.

## Persönlichkeiten
- Anna Rogstad (1854–1938), Frauenrechtsaktivistin, Lehrerin und Politikerin
- Hans Vinjarengen (1905–1984), Nordischer Kombinierer